# Novakovića Brod
Novakovića Brod je posljednje jezero u Plitvičkim jezerima, a ujedno je i jedno od najmanjih.
Ispod Novakovića Broda nalaze se Sastavci, kojima započinje rijeka Korana.

## Vanjske poveznice
- Službene stranice Nacionalnog parka Plitvička jezera